# Newbern (Alabama)
Newbern – miasto w Stanach Zjednoczonych, w stanie Alabama, w hrabstwie Hale. W roku 2023 miasto zamieszkiwały 132 osoby, a gęstość zaludnienia wynosiła 44 osoby/km².